# ナイフの行方
『ナイフの行方』（ナイフのゆくえ）は、NHK総合で2014年12月22日・12月23日に2夜連続で「特集ドラマ」として放送されたスペシャルテレビドラマ。
1960年代の安保闘争や1970年代の学生運動に加わった人たちが、いつのまにか日本で存在感をなくして大衆にまぎれてしまっていることに着想を得て執筆された山田太一オリジナル脚本。松本幸四郎の出演を喜んだ山田は、いつも自身が描く“普通のおじさん”を乗り越えた人物像を描こうと決意。松本を信頼し、“重い過去を清算できないまま年老いた男”を回想シーンではなく長いシーンやセリフで表現した。また、この作品は松本が演じる主人公のような老人が自分とは全く異なる格差社会で短絡的に生きる若者と出会ったらどうなるのかという一種のシミュレーションドラマでもあるとインタビューで語っている。
2015年6月19日、KADOKAWAにより書籍化された。山田太一にとっては18年ぶりのドラマシナリオ本であり、書き下ろしシナリオがすべて収録されている他、山田の1万字ロングインタビューや近藤晋による5000字解説が収録されている。

## あらすじ

### 前編
妻を亡くし、仕事も退職して一人暮らしである孤独な老人・根本拓自の元には週2回、通いの家政婦・須山香が自分の娘である緑を連れてやって来る。緑はなかなか懐こうとしないが、拓自は2人の訪問を何よりも楽しみにしていた。ある日、本屋に出掛けた拓自は、店の前を通るサングラスにニット帽姿の男と目が合う。息遣いが荒く、ふらふらとした足取りの男はやがてナイフを出し通行人を襲おうとして騒ぎとなるが、拓自は合気道で組み伏せ、柿坂町内会の倉庫に連れ込み、パトカーをやりすごす。「殺していいよ」と投げやりになる男に足蹴りをくらわせ、骨を折った拓自は妹の長男だと偽って病院に連れていく。全治1か月だと聞くと男を自宅に連れて帰り、「怪我が治るまでだ」と2階の亡き妻の部屋を与える。次男と名乗った男は「俺に何をさせたいんだ」と訝るが、拓自は「あんたの目を見て、すがりついてきた気がしたんだ」としか答えなかった。
一夜が明けて香と緑がやって来るが、次男は拓自の言いつけを守り、喉を傷めているふりをして2人との接触を避ける。拓自と2人の時は食事も作るなど昨日とは打って変わって落ち着いた様子を見せていた次男だったが、たった1日で「もう俺は変わった」と言うのを拓自は「そんなことが信じられるか。口先で物を言うな。」と信用はしなかった。しかしそれからも2人の生活は続き、やがて次男は拓自の留守中「30年ぶりだ」とやって来た男を応対したり、本当は普通に声が出ることを見抜いた香や緑とも話すようになる。次男にあっさり懐く緑の様子を見ておもしろくない拓自だったが、ふらりと出かけた街で昔の恋人・永原織江と再会し、ミュージカル『ヘアー』についてなど昔話に花が咲き、楽しい時間を過ごす。
翌日、なぜか部屋から引きこもって出てこない次男だったが、拓自が話を聞く姿勢を見せると、ぽつぽつと生い立ちや、自暴自棄になったいきさつを語り出す。今後のことは相談にのるという拓自の言葉に涙を流した次男だったが、拓自は家政婦を香から別の女性へと変えてしまう。

### 後編
香や緑が来ないと知って暴れた次男は、翌朝姿を消す。夕方になっても帰らないため探しに行くと、柿坂町内会の倉庫で身体を震わせており、拓自はタクシーで連れ帰ってご飯を食べさせる。興奮が冷めて我に返った次男は、拓自に合わせる顔が無いと思ったらしい。再び一緒に生活を始めるが、次男は香や緑が遊びに来ても接触を避けるようになってしまう。そのうち黙っていなくなるのではないかと心配した拓自は、織江に相談したり、交流のある合気道の道場「穏心館」に次男を連れて行き、館主の堀田に次男のことを密かに頼む。そして「自分はもう大丈夫」と言う本人には、「ゆっくりでいいんだ。ゆっくりだ。」と言い聞かせる。
拓自は織江が経営する「スナックおりえ」を訪れ、そこで思わぬ人物・丹波陽三との再会を果たす。拓自は知らなかったが、丹波は織江の内縁の夫となっており、拓自の留守中に訪れた男も丹波であった。消息は気になっていたものの、再会してしまったことで決して思い出したくない丹波との共通の苦い記憶に再び向き合うことになった拓自は戸惑う。
次男のギプスがとれる日がやってくる。拓自の連絡によってそのことを知らされた香と緑は次男と公園で会い、「またいつか」と約束して別れる。次男が拓自の家へと帰るとそこには丹波と織江がお祝いに来ていた。今までのことに礼を言い、心機一転を誓う次男だったが、「口だけだ」「万事が軽い」と再び拓自は怒り出す。そして、封印していた苦い記憶…30年前、独裁国家で民衆によるクーデターをリードしようとしたものの、結局凄惨な殺し合いの場となってしまった“あの日”について聞かせる。そして自分がずっと“あの日”にとらわれているように、人間がそんなに簡単に変わるなんてありえないと次男を責める。そんな2人の様子を見かねた丹波と織江が「うちに住めばいい、俺たちがついてる。」と次男を励まし、次男は泣く。しかしこれは実は、簡単に自立できると考えて世話を断った次男を丹波夫婦に託す拓自の作戦だった。後日、拓自はそのことを香だけに打ち明け、次男との交際を薦める。

## キャスト
根本 拓自（ねもと たくじ）〈71〉
演 - 松本幸四郎
女房を亡くし、子供は元々いないため、郊外の一軒家で孤独な隠居生活を送っている。若い頃から青年海外協力隊に参加したり、ペルーなど海外生活が長く、コリンズでの仕事が長かった。日本へ戻って8年。警察で働いていたこともあり、合気道の心得がある。
峰岸 次男（みねぎし つぎお）〈28〉
演 - 今井翼
3歳の時に母親に捨てられ、父親も心臓が悪く7歳の時に死去したため、こども園という施設に預けられて育つ。中学卒業後は小さな鉄工所に勤めるが不器用で使い物にならないと言われ、後継ぎを殴って飛び出し、以降は職を転々としていた。自らがついた嘘によって交際相手とも別れるはめになり、自暴自棄になってナイフを持って通行人を襲おうとしたところ、拓自に組み伏せられる。自分の次に家を継ぐ息子という意味で父親に「次男」と名付けられたが、実は長男。
須山 香
演 - 相武紗季
火曜日と金曜日に拓自の家に通う家政婦。シングルマザーで別れた夫から逃げ回っているため、娘の緑と常に行動を共にしている。
緑
演 - 玉野るな
香の4歳の娘。いつも白い犬のぬいぐるみを持っている。
永原 織江
演 - 松坂慶子
拓自とは18歳から24歳まで断続的に付き合っていた元恋人。51歳の時に亭主と別れ、現在は丹波と内縁関係にある。「スナックおりえ」のママ。
丹波 陽三
演 - 津川雅彦
拓自とは20代の頃に青年海外協力隊で知り合う。以降、チェ・ゲバラの信念に基づき、海外で“正義の戦い”に参加するのがこれからの生き方だと考え、拓自と同じように海外を飛び回る。ベリーズから日本へ帰ってまだ半年だが、拓自の消息を知りたくて「スナックおりえ」に通ううちに織江と親しくなった。
堀田
演 - 石橋凌
合気道の道場「穏心館」の館主。拓自とは20代の頃からの付き合いだが、拓自の職業については何も知らない。
拓自から次男の様子を聞き、躁うつ病ではないかと考える。
その他
久保酎吉、久下恵美、阿部百合子、青木和代、原田裕章、野添義弘、久世七曜会、クロキプロ、劇団ひまわり
役名出典：

## スタッフ
- 作 - 山田太一
- 音楽 - 住友紀人
- 演出 - 吉村芳之
- 美術 - 川口直次
- 撮影 - 宮田伸
- 照明 - 吉澤一生
- 音声 - 国沢藤一
- 映像技術 - 富澤信義
- 音響効果 - 下城義行（前編）、矢崎裕行（後編）
- 記録編集 - 石川真紀子
- 擬斗 - 久世浩
- 医事指導 - 山本昌督
- 絵画 - 石田徹也
- 資料提供 - 静岡県立美術館
- 制作統括 - 近藤晋、海辺潔、遠藤理史
- プロデューサー - 大越大士
- 制作 - NHKエンタープライズ
- 制作著作 - NHK Shin企画